# أرمينيا الكبرى

أرمينيا الكبرى في عام 250 ق.م.

أرمينيا الكبرى (بالأرمنية: Մեծ Հայք) هو مصطلح يُطلق على دولة أرمينيا التي ظهرت في المرتفعات الأرمنية تحت حكم الملك أرضاشيس الأول في مطلع القرن الثاني قبل الميلاد. لقد استخدم المؤلفون المعاصرون من الأرمن وغير الأرمن المصطلح، للإشارة إلى الممالك الأرمنية التي ظهرت خلال العصور الكلاسيكية القديمة، و المتأخرة، و الوسطى.
تم استخدام مصطلح Armenia Major  عند الرومان، بينما استخدم المتحدثون باليونانية مصطلح Ἀρμενία Μεγάλη أو Armenia Megale لتمييزها عن أرمينيا الصغرى التي أطلق عليها الرومان Armenia Minor. كما تم استخدام المصطلح لاحقًا لتمييزها عن مملكة أرمينيا الصغرى التي ظهرت في القرون الوسطى في منطقة قيليقية (تقع حاليًا في تركيا).
بالرغم من أن حدود أرمينيا الكبرى كانت في حالة تغير مستمر، إلا أنها كانت ممتدة تقريبًا من نهر الفرات وأجزاء من أذربيجان الحديثة و إيران وحتى الأجزاء الشرقية من لحدود جورجيا الحديثة، وحدودها الجنوبية المتاخمة للطرف الشمالي من بلاد الرافدين.